# TTC Basel
Der TTC Basel ist ein Schweizer Tischtennisverein und Mitglied des Schweizerischen Tischtennisverbandes Swiss Table Tennis. Er wurde 1931 gegründet und gehört zu den grössten und traditionsreichsten Tischtennisvereinen der Schweiz.

## Geschichte
Der TTC Basel ist einer von drei Basler Stadtclubs des Tischtennissports. Von seiner herausragenden Stellung zeugen unter anderem die Lokalitäten, in welchen Tischtennis gespielt wurde. An bekannten Orten der Basler Innenstadt wie der Petersgasse, der Brasserie Baslerstab am Marktplatz oder der Zunft zu Safran an der Gerbergasse trafen sich die Mitglieder zum Training und Wettkampf. Erst später, vermutlich in den 1950er Jahren, fand man den Weg ins Kleinbasel und schlussendlich an die Schwarzwaldalle ins heutige Clublokal.
Im Jahr 1962 zog Žarko Dolinar, der 1954 Weltmeister im Doppel wurde, von Zagreb nach Basel. Er trat dem TTC Basel bei und ist bis heute wohl das erfolgreichste Vereinsmitglied geblieben. Nur zwei Jahre später in der Saison 1963/64 gewann die erste Damen-Mannschaft den ersten nationalen Titel für den Verein und wurde Schweizermeister. Diesen Erfolg konnte man in der Saison 1973/74 wiederholen. Entscheidend beteiligt war die Spitzenspielerin Theresia Földy. Im Zuge dieses Titels durfte man in der kommenden Saison am Cup der Landesmeister (heute Champions League) teilnehmen. Der Erstrundengegner aus Prag stellte jedoch bereits eine zu hohe Hürde dar.
Im 50. Jubiläumsjahr 1981 konnte man auch bei den Herren den ersten nationalen Titel feiern. Martin Hafen und Markus Frutschi, damals beide Mitglieder der Schweizer Herrn Nationalmannschaft, gewannen den Schweizer Cup für den TTC Basel. Der bislang letzte Grosserfolg datiert zurück in die Saison 2001/02, in welcher die Damen zum dritten Mal in der Vereinsgeschichte den Schweizermeistertitel holten. Führend waren Sandra Paović, damals kroatische Nationalspielerin, und Gaby Wüst, die der Schweizer Nationalmannschaft angehörte. Wüst gewann ausserdem Gold im Einzel an der Schweizermeisterschaft 2004. Der Titel wurde ihr jedoch im Nachhinein aberkannt.
Heute spielt die erste Herrenmannschaft des TTC Basel in der Nationalliga C.

## Erfolge
- Schweizer Cup Sieger: 1980/81
- Schweizermeister NLA Damen: 1964/65, 1973/74, 2001/02